# 羞恥徽章

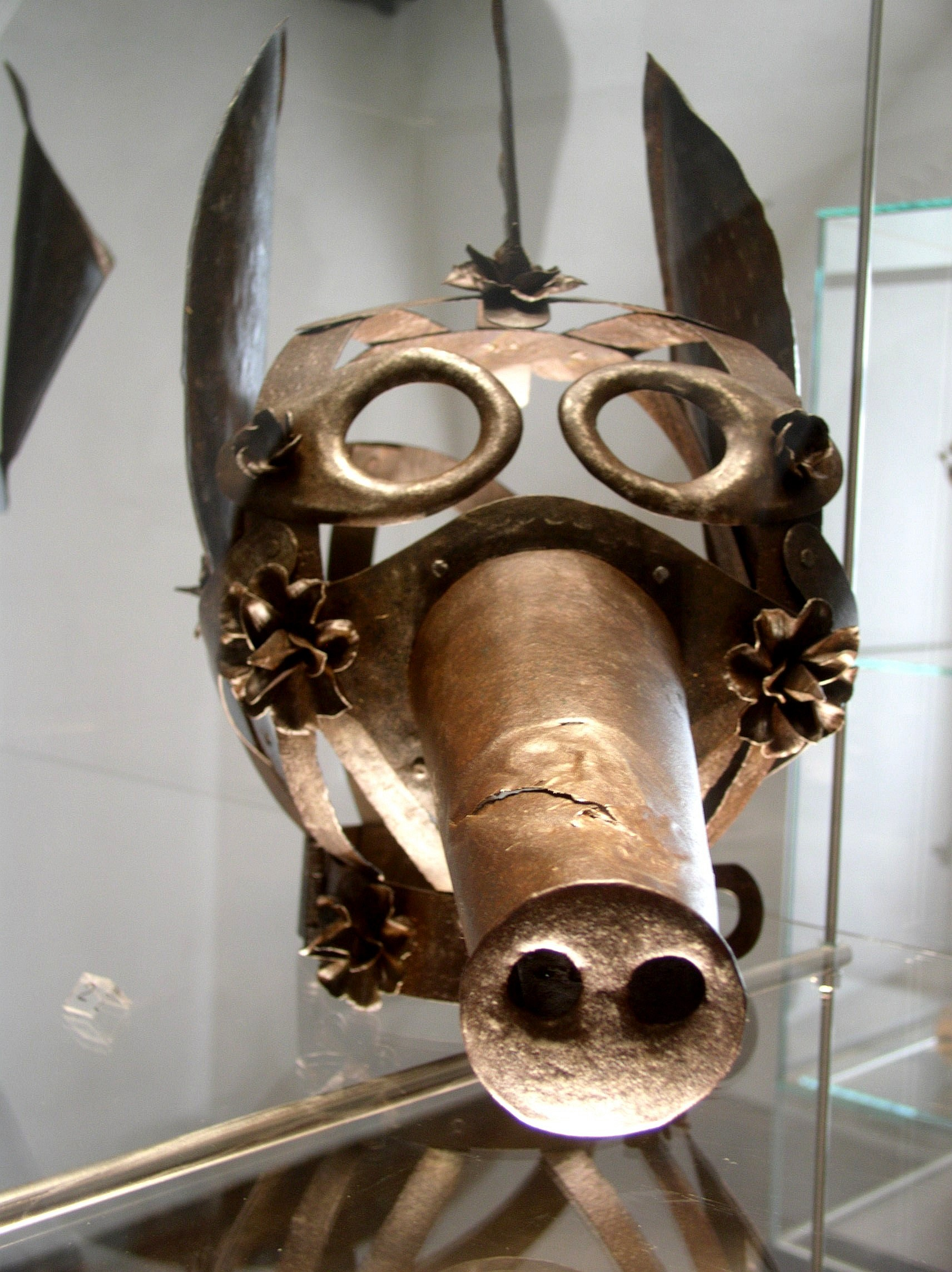
中世纪的“羞耻面具”

羞恥徽章（英語：Badge of shame）通常指以公开羞辱、排斥、迫害为目的，要求特定的团体或个人佩戴的某种符号。
例如在英国，根据1697年的济贫法，领取教区救济的贫民在公开场合时于被要求在右手袖子上佩戴蓝色或红色布制成的徽章，以示其生活为羞辱。另一个著名的例子是中世纪欧洲一些国家的犹太人被迫佩戴黄色犹太星徽章，纳粹德国统治期间，在纳粹影响下的欧洲国家内的犹太人也被逼佩戴这种识别标记。该词语也用来指代其它与羞辱有关的符号。《圣经》中耶和华给该隐立的记号（mark of Cain）有作为羞辱的代名词的解释。这个词也作为比喻，尤其是用于贬义，形容一个人或一个群体可耻。
在古代中國，於罪犯臉上刺青也稱為墨刑或黥面，可以視為羞恥徽章的一種。